# Nannoptopoma
Nannoptopoma — рід дрібних південноамериканських прісноводних риб родини лорікарієвих (Loricariidae). Розмір дорослих особин не перевищує 3,5 см стандартної (без хвостового плавця) довжини.
Рід включає такі види:
- Nannoptopoma spectabile  Eigenmann, 1914, басейни річок Амазонка та Ориноко (Колумбія, Еквадор, Перу, Венесуела), 2,9 см стандартної довжини;
- Nannoptopoma sternoptychum  Schaefer, 1996, басейн Амазонки (Колумбія, Еквадор, Перу, Болівія, Бразилія), 3,3 см стандартної довжини.